# Raquel Liberman

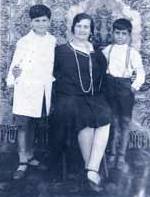
Raquel Liberman, 1930

Raquel Liberman (ur. 10 lipca 1900 w Berdyczowie, zm. 7 kwietnia 1935 w Buenos Aires) – polska Żydówka, która wyemigrowała do Argentyny, gdzie padła ofiarą handlu ludźmi i była zmuszana do prostytucji. W 1929 ujawniła ten proceder, czym przyczyniła się do likwidacji w 1930 organizacji Cwi Migdal, zajmującej się sprowadzaniem kobiet głównie z Europy Wschodniej i organizacją prostytucji.
W Argentynie jest symbolem walki z przemocą i o prawa kobiet. W 2003 Myrtha Schalom napisała o niej powieść La Polaca (Polka).

## Literatura
- Alsogaray, Julio. Trilogía de la trata de blancas: Rufianes-Policía-Municipalidad. Buenos Aires: 1933
- Arlt, Roberto. “Que no quede en agua de borraja.” Diario Crítica, Mayo 23, 1930; Bra, Gerardo. La organización negra: la increíble historia de la Zwi Migdal. Buenos Aires: 1982
- Bristow, Edward. Prostitution and Prejudice. New York: 1986
- Glickman, Nora. The Jewish White Slave Trade and the True Story of Raquel Liberman. New York: 2000.
- Jewish Women's Archive